# リュウキュウガネブ
リュウキュウガネブは、エビヅルの1型とされ、トカラ列島以南～琉球列島の海岸近くから低山地に自生する。エビヅルの変種（琉球紫葛、Vitis ficifolia var. ganebu）とされているが、現在では認められていない場合もある。ただし性質や成分などに独特のものがあるとして育種などの観点で取り上げられることがある。

## 特徴
野生のブドウで、栽培種よりはるかに果粒が小さく果肉も少ない。だが果実に含まれる機能性成分は栽培種より多く、健康に良いと考えられている。エビヅル(蝦蔓、Vitis ficifolia var. lobata)と容姿は大変似ているが、本種ははるかに大型である。シチトウエビヅル（Vitis ficifolia var. izu-insularis）と同一視する説があるが、本種は果実などの成分の量や種類に違いがある。

### 分類上の扱い
この名の植物はエビヅルにごく似たもので、九州から沖縄の海岸から低山地に見られ、より葉が大きくてほとんど分裂しないものに対して名付けられたものである。記載ではこれはエビヅルの変種 var. ganebu Hatusimaと位置づけられた。ただし大橋他編(2016)のように、その変異は連続的なものであるので区別する必要がないとするものもある。同様にエビヅルの変種として記載されたものにシチトウエビヅルがあり、これは伊豆諸島産で、本種にやや似るが、大橋他編(2016)はこれについては太字で扱い、意味のあるものと見なしている。
これを独立した分類群と見なした記述はほとんど見られない。標準的な図鑑でも、保育社の原色図鑑ではエビヅルの海岸型との判断が記されており、学名も書かれていない。日本の野生植物シリーズ(旧)でもエビヅルの変異内に含まれるとの判断で、やはり学名も挙げられていない。また地元琉球列島に特化した琉球植物誌ではエビヅルの別名としてその名が挙げられてはいるものの、何らの記述もない。Ylistにおいても和名の別名として取り上げられているのみである。このことは、分類学上の重要性がほとんどないとも取れるが、実際は十分に調査されていないことが原因である。「エビヅルの海岸型」との判断にしても、一般に自生地の低山地に分布する個体の葉と海岸に分布する個体の葉に大差がないことから海岸型という考えには無理がある。分類は一般に形態の類似性を基に行われるため、形態が類似しているものは同一種とされることが多いが、生理・生態学的に見るとリュウキュウガネブの芽は休眠を示さない、自生地において葉は常緑性を示すなどエビヅルとは明らかな違いが認められる。

## 生体

### 葉
裏には白、または淡茶褐色の蜘蛛毛が生える。

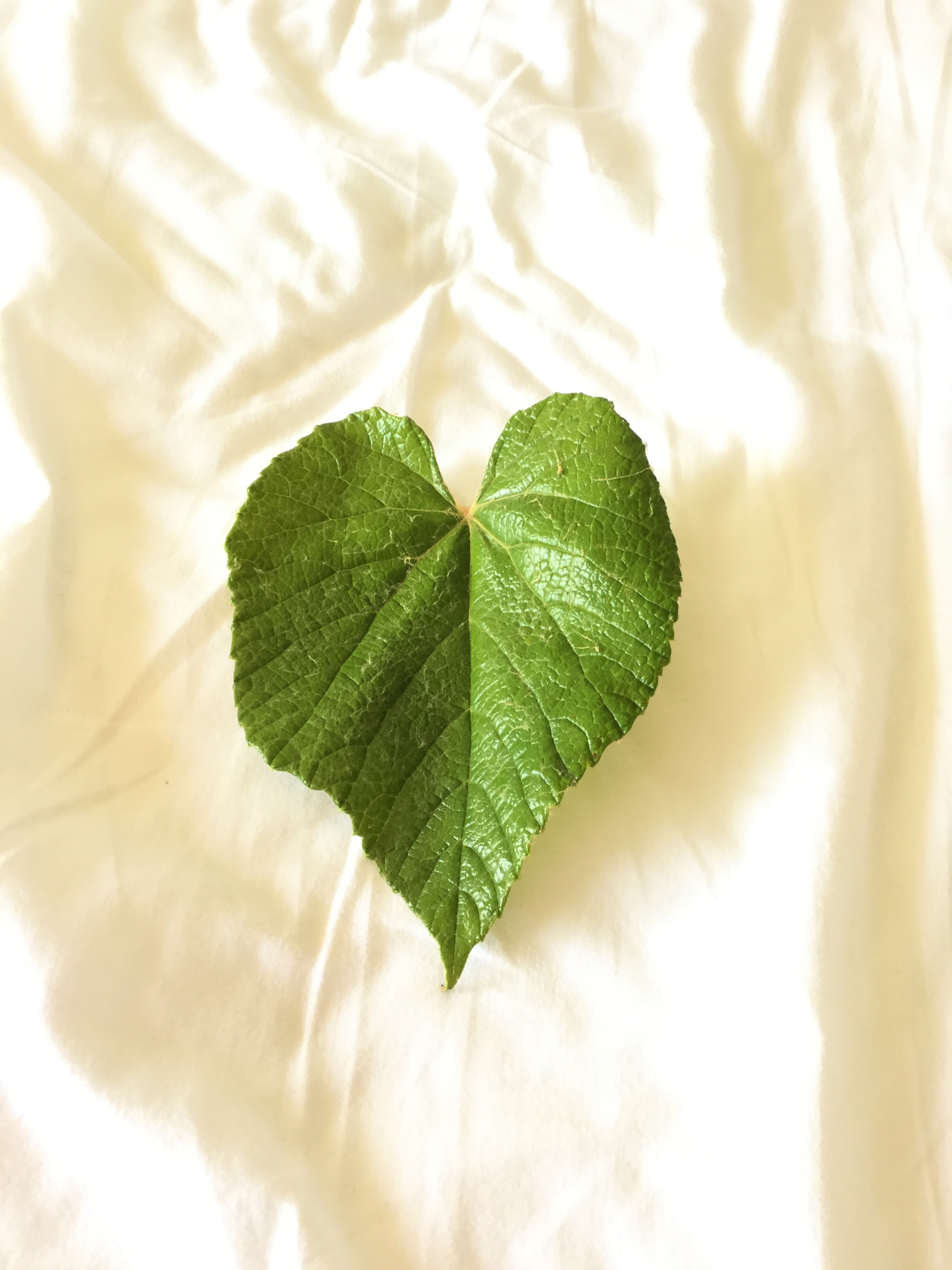
葉の表面
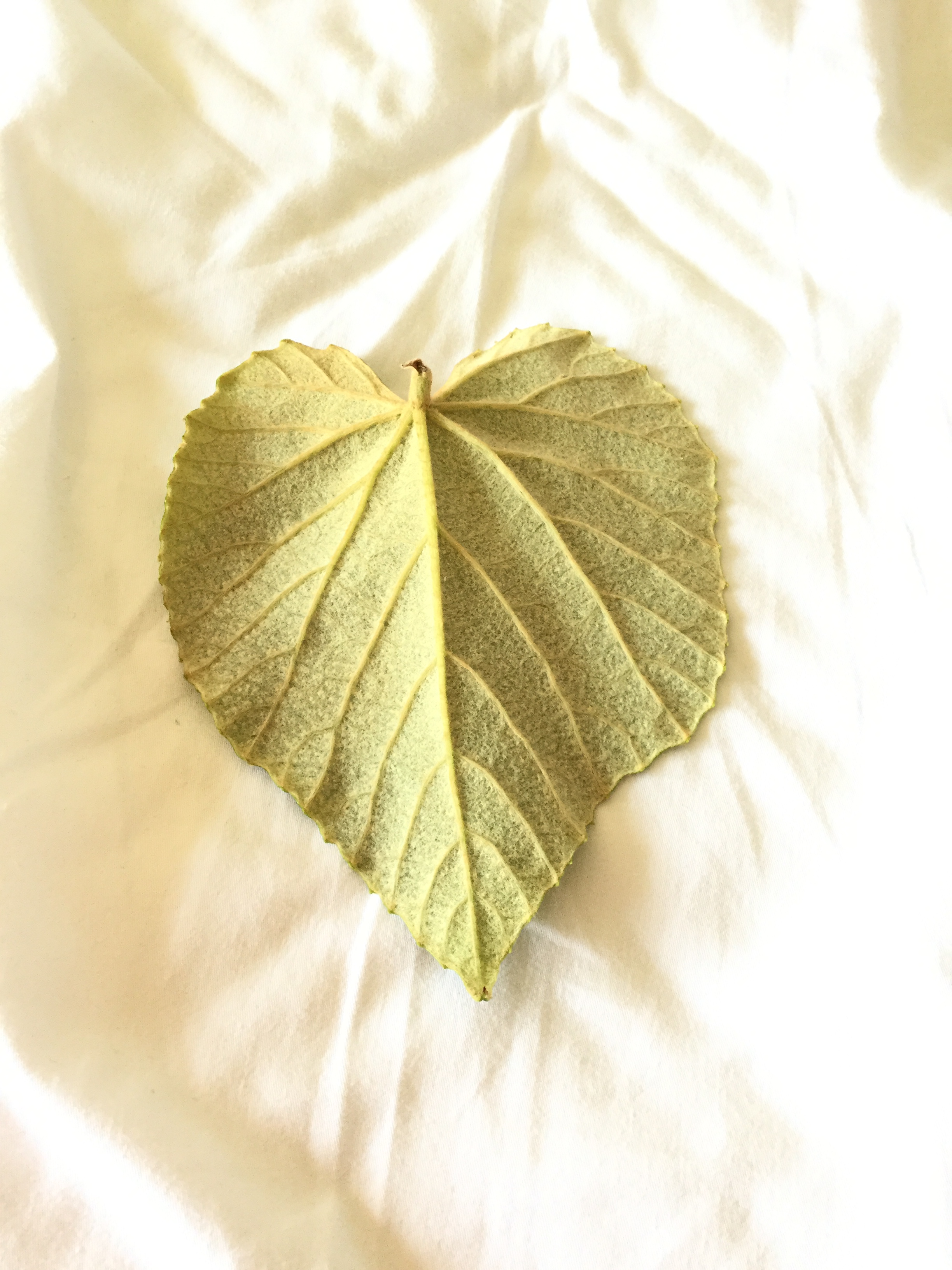
葉の裏面とその蜘蛛毛
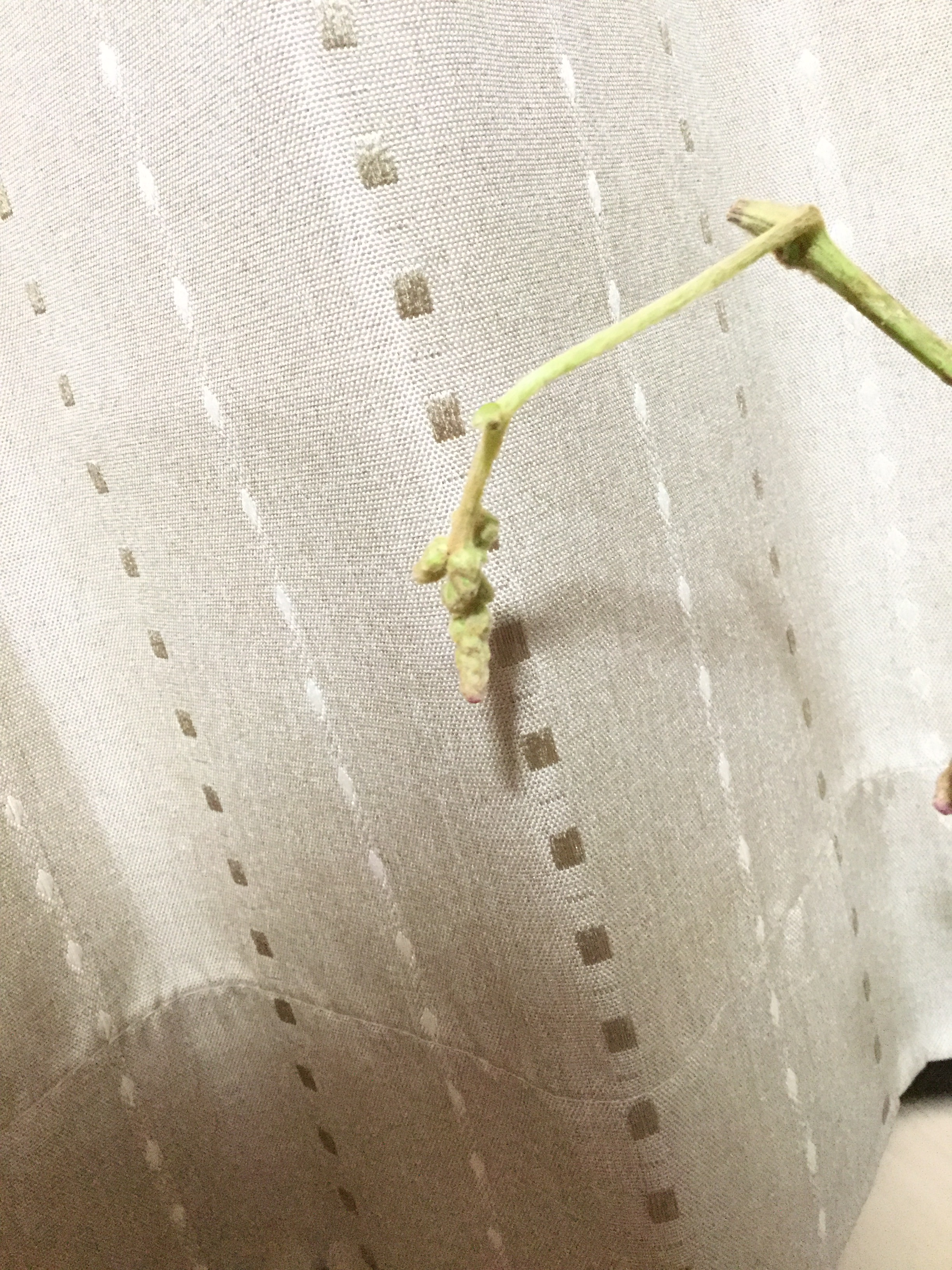
蕾

### 果実
有効成分が栽培種よりははるかに種類、量ともに多い。ヤマブドウやエビヅル同様食用にでき、生食ほかワインに加工される場合もある。

## 分布
八重山、琉球、奄美諸島、トカラ列島

## 利用
ヤマブドウの様に生食される他、ワインの醸造用にも用いられ、ヨーロッパブドウのマスカット・オブ・アレキサンドリアなどとの交雑種も作出されている。